# Territorium
Territorium es la palabra latina técnica utilizada por los agrimensores y por el derecho romano para definir el ámbito de influencia de una comunidad política, de manera que, para los romanos, ninguna civitas podía carecer de territorio, y se definía por la suma de su población o populus, de su urbs o tejido urbano, y de su territorium o término municipal.
El arte de los agrimensores consistía en definir correctamente los límites de esos territoria de las diferentes comunidades políticas, y, cuando la civitas estaba organizada de modo romano -colonia o municipium-, debían dividir ese territorium en lotes o parcelas cultivables.
Los territoria de las diferentes ciudades del Imperio romano servían para poder asignar a cada comunidad concreta el importe del tributum o impuesto sobre la posesión del suelo.
- Datos: Q6143372